# Hieracium comatuloides
Hieracium comatuloides es una especie de planta con flor del género Hieracium, de la familia Asteraceae, orden Asterales.

## Distribución
Hieracium comatuloides se distribuye por Finlandia y Rusia.

## Taxonomía
Fue descrita científicamente por (Zahn) Schljakov. Fue publicada en Fl. Murm. Prov. 5: 401..